# Санный спорт на зимних Олимпийских играх 1972
Соревнования по санному спорту на зимних Олимпийских играх 1972 года прошли 6 и 7 февраля в Саппоро. На момент избрания этого города в качестве центра следующей Олимпиады у японцев не было никакого бобслейного опыта, поэтому возведение новой трассы поручили иностранным специалистам. Строительство началось в октябре 1969 года на северном склоне горы Тэинэ, расположенной в нескольких километрах к северо-западу от Саппоро. Объект был сдан в эксплуатацию в январе 1970 года, но до старта Игр проектировщики продолжали вносить в конструкцию незначительные изменения. Длина трассы составила 1568 м при высоте в 132 м и среднем градиенте 8,4 %. Точка старта находилась на высоте 495 м над уровнем моря, траектория имела 14 поворотов.
Из-за неправильной установки стартовых ворот были отменены результаты первой попытки в парных заездах. Итальянская команда, которая выиграла эту попытку, подала протест, мотивируя тем, что все команды были в равных условиях. Но протест был не принят, состоялся повторный заезд, в котором опять же захватили лидерство команда Пауля Хильдгартнера и Вальтера Пляйкнера. А команда Восточной Германии в составе Райнхарда Бредова и Хорста Хёрнляйна стала лучшей во второй попытке. Впервые в истории санного спорта суммарное время двух попыток было одинаковым у команд Италии и ГДР. Международная федерация санного спорта проконсультировавшись с президентом МОК Эвери Брендеджем, вручила обеим командам по золотой медали. А уже к Играм 1976 года в санном спорте время измерялось до тысячных долей секунды, а не до сотых.

## Результаты

### Мужчины-одиночки
| Медаль  | Спортсмен               | Время   |
| Золото  | Вольфганг Шайдель (GDR) | 3:27.58 |
| Серебро | Харальд Эрих (GDR)      | 3:28.39 |
| Бронза  | Вольфрам Фидлер (GDR)   | 3:28.73 |

### Мужчины-пары
| Медаль | Спортсмены                                    | Время   |
| Золото | ГДР · Хорст Хёрнляйн, Райнхард Бредов         | 1:28.35 |
| Золото | Италия · Пауль Хильдгартнер, Вальтер Пляйкнер | 1:28.35 |
| Бронза | ГДР · Клаус Бонзак, Вольфрам Фидлер           | 1:29.16 |

### Женщины-одиночки
| Медаль  | Спортсменка             | Время   |
| Золото  | Анна-Мария Мюллер (GDR) | 2:59.18 |
| Серебро | Уте Рюрольд (GDR)       | 2:59.49 |
| Бронза  | Маргит Шуман (GDR)      | 2:59.54 |

## Медали
| Место | Страна | Золото | Серебро | Бронза | Всего |
| ----- | ------ | ------ | ------- | ------ | ----- |
| 1     | ГДР    | 3      | 2       | 3      | 8     |
| 2     | Италия | 1      | 0       | 0      | 1     |